# Велі Легтеля
Велі Легтеля (фін. Veli Lehtelä, 6 вересня 1935 — 3 червня 2020) — фінський академічний веслувальник.
Бронзовий призер Олімпійських Ігор 1956 (розпашні четвірки зі стерновим), 1960 (розпашні двійки без стернового) років, учасник 1964 року.
Чемпіон Європи 1956 (розпашні четвірки зі стерновим), 1958 (розпашні двійки без стернового) років, срібний призер 1955 (розпашні двійки зі стерновим), 1961 (розпашні двійки без стернового) років.